# برنار ژرمن دو لاسه‌پد
برنارد ژرمن اِسیِن دو لاویل-سور-ایون، کنت دو لاسه‌پد (۲۶ دسامبر ۱۷۵۶ - ۶ اکتبر ۱۸۲۵) جانورشناس و سیاست‌مدار فرانسوی بود.

## زندگی‌نامه
او در دسامبر ۱۷۵۶ در اژان متولد شد و در کودکی توسط پدرش آموزش داده شد. آشنایی با کتاب تاریخ طبیعی بوفون (Histoire naturelle, générale et particulière) باعث اشتیاق او به دانش و بررسی پدیده‌های زیست‌شناسانه شد. او علاقه زیادی به موسیقی داشت و دو اپرا نیز، که هیچ گاه اجرا نشدند، نوشت. لاسه‌پد نتیجه پژوهش‌هایش در زمینه موسیقی را در دو جلد کتاب Poétique de la musique خود منتشر کرد. در همین حال دو مقاله اثرگذار Essai sur l'électricité در ۱۷۸۱ و Physique générale et particulaire در سال‌های ۱۷۸۴–۱۷۸۲ منشر کرد که باعث آشنایی او با بوفون گشت و بوفون به او پیشنهاد تکمیل کتاب تاریخ طبیعی خود را داد.
پس از انقلاب فرانسه، لاسه‌پد یکی از اعضای مجلس موسسان برای تعیین قانون اساسی شد. با این حال، پس از دوره وحشت به دلیل آنکه با کشتارها مخالف بود، پاریس را ترک کرد. هنگامی که باغ پادشاهی به باغ گیاهان پاریس تغییر نام داد، به او اجازه داده شد که در آن بر روی خزندگان و ماهی‌ها کار و پژوهش کند. میان سال‌های ۱۷۹۸ تا ۱۸۰۴، او کتاب‌های مهمی از جمله «تاریخ طبیعی ماهی‌ها» (Histoire naturelle des poissons) و «تاریخ آب‌بازسانان» (Histoire des cétacés) را منتشر کرد. در سال ۱۷۹۹ به عضویت مجلس قانون‌گذاران فرانسه درآمد و دو سال بعد در ۱۸۰۱ رئیس این مجلس شد. در سال ۱۸۱۲، او به عنوان یکی از اعضای خارجی آکادمی سلطنتی علوم سوئد منصوب شد. لاسه‌پد در سن ۶۹ سالگی در اپینه سور سن فرانسه درگذشت.

## آثار

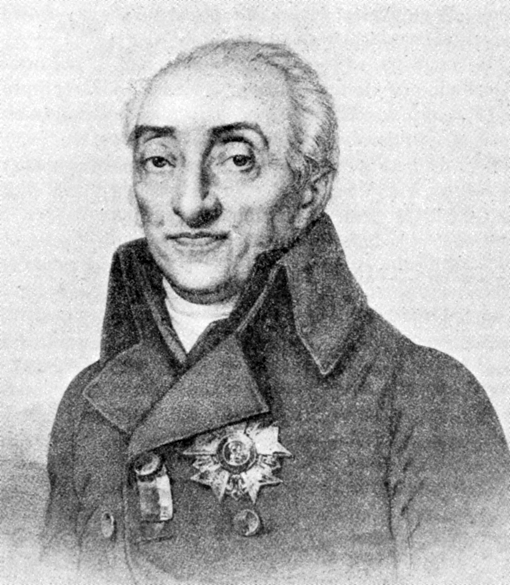
لاسه‌پد.

- Les ages de la nature et histoire de l'espèce humaine. Paris ۱۸۳۰.
- Histoire naturelle de l'homme. Pitois-Le Vrault, Paris ۱۸۲۷.
- Histoire générale, physique et civile de l'Europe. Cellot, Mame, Delaunay-Vallée & de Mat, Paris, Brüssel ۱۸۲۶.
- Histoire naturelle des quadrupèdes ovipares, serpents, poissons et cétacées. Eymery, Paris ۱۸۲۵.
- Histoire naturelle des cétacées. Plassan, Paris ۱۸۰۴.
- Notice historique sur la vie et les ouvrages de Dolomieu. Bossange, Paris ۱۸۰۲.
- La menagerie du Museum national d'histoire naturelle. Miger, Paris ۱۸۰۱-۱۸۰۴.
- Discours d'ouverture et de clôture du cours de zoologie. Plassan, Paris ۱۸۰۱.
- Discours d'ouverture et de clôture du cours d'histoire naturelle. Plassan, Paris ۱۷۹۹.
- Histoire naturelle des poissons. Plassan, Paris ۱۷۹۸-۱۸۰۳.
- Discours d'ouverture et de clôture du cours d'histoire naturelle des animaux vertébrés et a sang rouge. Plassan, Paris ۱۷۹۸.
- Discours d'ouverture du Cours d'histoire naturelle. Paris ۱۷۹۷.
- Histoire naturelle des quadrupèdes ovipares et des serpens. de Thou, Paris ۱۷۸۸-۱۷۹۰.
- Vie de Buffon. Maradan, Amsterdam ۱۷۸۸.
- La poétique de la musique. Paris ۱۷۵۸.
- Physique générale. Paris ۱۷۲۴.
- Essai sur l'électricité naturelle et artificielle. Paris ۱۷۸۱.